# Wagner Castropil
Wagner Castropil (ur. 17 czerwca 1966 w São Paulo) – brazylijski judoka. Olimpijczyk z Barcelony 1992, gdzie zajął 21. miejsce w wadze średniej.
Startował w Pucharze Świata w 1989 i 1992. Złoty medalista mistrzostw panamerykańskich w 1992 i brązowy w 1986. Zdobył trzy medale wojskowych MŚ. Brązowy medalista akademickch MŚ w 1990 roku. 

## Letnie Igrzyska Olimpijskie 1992
| Konkurencja | Eliminacje          | Klas. końcowa |
| Konkurencja | Przeciwnik I        | Miejsce       |
| ----------- | ------------------- | ------------- |
| 86 kg       | Chris Bacon (AUS) P | 21.           |